# 菅了法
菅 了法（すが りょうほう、安政4年2月8日（1857年3月3日） – 昭和11年（1936年）7月26日）は、明治期のジャーナリスト、「グリム童話」の訳者、衆議院議員、僧（本願寺顧問）。号は桐南。筆名は桐南居士。

## 経歴
石見国邑智郡銀山領川本村（現・島根県邑智郡川本町川本）の浄土真宗本願寺派・壽國山光永寺に住職・菅了雲の長男として生まれる。
明治8年（1875年）、学制施行により設立された川本小学（現・川本小学校）の初代校長となる。明治9年（1876年）秋、川本小学を辞して、大阪英語学校（後の第三高等学校）に学び、明治10年（1877年）6月、本願寺からの援助を受けて慶應義塾「大人科」に入学。明治12年（1879年）暮れないし明治13年（1880年）春まで在学。のち慶應義塾特選塾員。
明治13年（1880年）犬養毅が『東海経済新報』を刊行すると、それに記事を載せ始め、明治14年（1881年）1月から7月にかけて交詢社の機関誌『交詢雑誌』の編集人を務める。同年7月、編集を降りて京都に移り、本願寺に学ぶ。明治15年（1882年）、浄土真宗本願寺派から派遣されてサンスクリット語習得とヨーロッパの宗教事情の視察のためにオックスフォードに留学し、およそ3年滞在。南條文雄と同宿し、南条の師マックス・ミュラーやケンブリッジ大学に留学中の末松謙澄らと交わる。帰国後、本願寺で教育の任に当たるが、教育改革をめぐって対立し、明治19年（1886年）秋頃、上京。
明治20年（1887年）4月に、桐南居士の名でグリム童話から11話を選んで『西洋古事神仙叢話』を東京・集成社から出版。グリム童話のまとまった訳としては日本初であった。さらに同年6月『哲学論綱』、翌年6月には『倫理要論』を刊行。さらに、明治21年（1888年）8月以降、徳富蘇峰が主宰した『国民之友』に頻繁に論説を寄せ、ジャーナリストとしての地位を確立する。それと並行して、後藤象二郎の大同団結運動に三宅雄二郎、綾井武夫らと共に参加し、機関誌『政論』を滝本誠一と共に担当した。明治21年11月『政論』11月号が筆禍事件で発売禁止となり、了法も入獄。翌年2月、大日本帝国憲法発布の大赦で出獄。明治22年（1889年）4月、衆議院議員選挙出馬を決意し、還俗。明治23年（1890年）7月、無所属で第1回衆議院議員総選挙に島根県第4区から出馬し当選。明治23年12月、『東洋新報』を創刊。明治24年（1891年）1月、多摩の民権運動家吉野泰三の娘りうと結婚。明治24年12月25日、衆議院解散。第2回衆議院議員総選挙では次点で落選し、政界を引退、再び僧職に復帰。
東京・小日向の善仁寺住職、本願寺金沢別院知堂、本願寺執行所出仕を経て、明治28年（1895年）、鹿児島別院本堂建設のため、鹿児島出張所長として赴任。明治30年（1897年）に鹿児島県薩摩郡隈之城村大字東手（現・薩摩川内市向田本町）の光永寺・初代住職に就任。その後、本願寺東京出張所長、彦根・第三仏教中学校長、本願寺賛事、侍真、顧問などを歴任し、昭和11年（1936年）7月、79歳で光永寺において遷化。

## 著書
- 『西洋古事神仙叢話』近代デジタルライブラリー
- 『哲学論綱』　明治20年（1887年）6月、東京・集成社
- 『倫理要論』　明治21年（1888年）6月、東京・金港堂